# Puch (Pörnbach)
Puch ist ein Gemeindeteil der Gemeinde Pörnbach im oberbayerischen Landkreis Pfaffenhofen an der Ilm. Bis 1978 war er Sitz der gleichnamigen Gemeinde.

## Geographie
Das Kirchdorf Puch liegt 1,5 Kilometer nordwestlich des Kernorts Pörnbach.

## Geschichte
Der Ort Puch wird im Zuge einer Schenkung zwischen 855 und 875 erstmals erwähnt. Die katholische Expositurkirche St. Martin, eine Saalkirche mit Steilsatteldach und südlichem Chorflankenturm stammt im Kern aus dem 15. Jahrhundert. Puch war Sitz einer Hofmark, die zusammen mit acht weiteren Hofmarken in der Umgebung um die Mitte des 17. Jahrhunderts von den Grafen von Törring-Jettenbach erworben worden war. Die 1818 mit dem zweiten bayerischen Gemeindeedikt begründete Gemeinde Puch gehörte daher bis 1848 zum Patrimonialgericht der Grafen von Törring-Jettenbach in Pörnbach. Dann wurden diese Adelsvorrechte im Zuge der Revolution 1848 aufgehoben. Die Gemeinde, die keine weiteren Ortsteile hatte, wurde am 1. Januar 1978 im Zuge der Gebietsreform in Bayern in die Gemeinde Pörnbach eingegliedert.

## Baudenkmäler
Puch hat drei ausgewiesene Baudenkmäler:
- Katholische Expositurkirche St. Martin
- Pfarrhaus
- Loretokapelle